# 점동고등학교
점동고등학교(占東高等學校)는 대한민국 경기도 여주시 점동면 청안리에 있는 공립 고등학교이다.

## 학교 연혁
- 1955년 5월 3일 : 공립 점동공업고등학교 설립인가
- 1956년 4월 1일 : 공립 점동공업고등학교 제1회 입학식(27명)
- 1962년 2월 13일 : 제4회 졸업식(6명) 총 39명
- 1962년 2월 28일 : 공립 점동공업고등학교 폐교
- 1975년 5월 1일 : 점동종합고등학교 설립인가(보통과 1학급, 상업과 1학급)
- 1976년 11월 14일 : 점동종합고등학교 개교
- 2024년 1월 5일 : 제46회 졸업식(55명) 총 3,689명
- 2024년 3월 1일 : 제20대 고광용 교장 취임
- 2024년 3월 4일 : 입학식 53명

## 참고 자료
- 점동고등학교 - 한국교육학술정보원 학교알리미